# 10642 Charmaine
10642 Charmaine è un asteroide della fascia principale. Scoperto nel 1999, presenta un'orbita caratterizzata da un semiasse maggiore pari a 3,0732204 UA e da un'eccentricità di 0,0776533, inclinata di 2,34056° rispetto all'eclittica.
Dal 28 luglio al 28 settembre 1999, quando 11118 Modra ricevette la denominazione ufficiale, è stato l'asteroide denominato con il più alto numero ordinale. Prima della sua denominazione, il primato era di 10233 Le Creusot.
L'asteroide è dedicato all'italo statunitense Charmaine Wilkerson, moglie del primo dei due scopritori.